# کراسنایا پاد
کراسنایا پاد (به لاتین: Krasnaya Pad) یک منطقهٔ مسکونی در روسیه است که در استان آمور واقع شده‌است.